# Victor Auer
Victor Lee „Vic“ Auer (* 24. März 1937 in Santa Ana; † 3. Mai 2011 in Thousand Oaks) war ein US-amerikanischer Sportschütze.

## Erfolge
Victor Auer nahm an den Olympischen Spielen 1972 in München und 1976 in Montreal mit dem Kleinkalibergewehr im liegenden Anschlag über 50 m teil. 1972 erzielte er 598 Punkte und blieb damit einen Punkt hinter Olympiasieger Ri Ho-jun. Aufgrund der besseren letzten Schussserie wurde Auer vor dem punktgleichen Nicolae Rotaru gewertet und gewann die Silbermedaille. Vier Jahre darauf kam er mit 588 Punkten nicht über den 31. Platz hinaus. 1974 wurde Auer in Thun im Mannschaftswettbewerb mit dem Kleinkalibergewehr im liegenden Anschlag Vizeweltmeister. Bei Panamerikanischen Spielen sicherte er sich dreimal eine Goldmedaille: 1971 gewann er in Cali im liegenden Anschlag mit dem Kleinkalibergewehr sowohl die Einzel- als auch die Mannschaftskonkurrenz, 1975 war er in Mexiko-Stadt nochmals mit der Mannschaft erfolgreich.
Auer diente sowohl bei der US Air Force als auch der US Army. Zudem studierte er an der UCLA. Nach seiner aktiven Karriere arbeitete er als Drehbuchautor und Schießsporttrainer.